# Венкхейм, Бела
Барон Бела Венкхейм (венг. Wenckheim Béla; 16 февраля 1811, Кёрёшладань — 7 июля 1879, Будапешт) — венгерский политик, который занимал пост премьер-министра Венгрии в течение нескольких месяцев в 1875 году.